# 墨西哥擬海鯰
墨西哥擬海鯰為輻鰭魚綱鯰形目海鯰科的其中一種，分布於西大西洋區，從美國麻州至墨西哥灣的半鹹水域，體長可達70公分，棲息在沿岸泥底質半鹹水域，為底棲性魚類，屬肉食性，雄魚會用口孵卵，可做為食用魚及遊釣魚。